# فريدريك هاردينغ ويليام
فريدريك هاردينغ ويليام هو سياسي كندي، ولد في 8 ديسمبر 1844 في نيو برونزويك في كندا، وتوفي في 16 يونيو 1912. حزبياً، نشط في Liberal-Conservative Party ‏. وقد انتخب عضو مجلس العموم الكندي.